# Neurotecnología
La neurotecnología es un conjunto de herramientas que sirven para analizar e influir sobre el sistema nervioso del ser humano, especialmente sobre el cerebro. Estas tecnologías incluyen simulaciones de modelos neurales, computadores biológicos, aparatos para interconectar el cerebro con sistemas electrónicos y aparatos para medir y analizar la actividad cerebral.

## Definiciones
Algunas definiciones aceptadas por los principales grupos de investigación, estudio, gobiernos y publicaciones:
- La neurotecnología es la industria que incluye el desarrollo de drogas, aparatos y diagnósticos orientados al cerebro y el sistema nervioso. (NeuroInsights)
- Neurotecnología es cualquier tecnología que hace posible manipular el cerebro. (The Economist, 23 de mayo de 2002)
- La psicofarmacología es uno de los principales ejes de la neurotecnología. (Eric Kandel, ganador del Premio Nobel de Medicina, 2000)
- Hardware, software y wetware que puede ser usado para estudiar el cerebro y funcionamiento básico o para investigación clínica. (DHHS, 2001)
- Neurotecnología es toda la información tecnológica y biotecnológica que afecta al cerebro. (2001. Baroness Susan Greenfield, Reino Unido, 2002)
- Neurotecnología es la aplicación de la electrónica y la ingeniería al sistema nervioso humano. (Neurotech Business Report)

## Sistemas y aparatos
En función del modo de aplicación de la tecnología, puede tratarse de técnicas invasivas o no invasivas. Las primeras requieren de la cirugía para incorporar receptores o emisores cerca o junto a áreas del cerebro o a las terminaciones nerviosas que van a verse afectadas. Las segundas no requieren de cirugía, eliminando los inconvenientes derivados de la intervención quirúrgica. Estas últimas utilizan emisores y receptores que envían o captan señales alterando o recopilando los estados sensoriales característicos del cerebro o el sistema nervioso.[cita requerida]
Un implante cerebral, a menudo denominado implante neural, es un dispositivo tecnológico que se conecta directamente al cerebro de un sujeto biológico —por lo general, se coloca en la superficie del cerebro o conectado a la corteza cerebral—. Un objetivo común de los implantes cerebrales modernos y de la investigación es desarrollar una prótesis que permita reemplazar zonas del cerebro que se han vuelto disfuncionales a causa de lesiones en la cabeza o accidentes cerebrovasculares. Esto incluye la sustitución sensorial, por ejemplo, en la visión. Otros implantes cerebrales se utilizan en experimentos con animales simplemente para registrar la actividad cerebral, por razones científicas. Algunos implantes cerebrales requieren la creación de interfaces entre sistemas neurales y chips de computadoras. Este tema forma parte de un campo de investigación más amplio llamado interfaces cerebro-ordenador. La investigación de interfaces entre el cerebro y el ordenador también incluye tecnología como la de matrices de electroencefalografía (EEG) que permiten fungir como intermediarios entre la mente y la máquina, pero no requieren la implantación directa de un dispositivo.[cita requerida]
Los implantes neuronales como la estimulación cerebral profunda y la estimulación del nervio vago, se están convirtiendo en soluciones rutinarias para pacientes con enfermedad de Parkinson y con depresión clínica, respectivamente, lo que demuestra su valor y utilidad para personas con enfermedades que anteriormente se consideraban incurables. Los implantes cerebrales estimulan eléctricamente, bloquean o registran (o simultáneamente registran y estimulan) señales de neuronas individuales o grupos de neuronas (circuitos neuronales) en el cerebro. La técnica de bloqueo se llama bloqueo intra-abdominal vagal.1 Esto solamente puede hacerse cuando las asociaciones funcionales de estas neuronas son aproximadamente conocidas. Debido a la complejidad del procesamiento neuronal y la falta de acceso a señales relacionadas con acciones potenciales utilizando técnicas de neuroimagen, el uso de implantes en el cerebro se ha visto seriamente limitada hasta los avances recientes en neurofisiología y el aumento en el poder de procesamiento de las computadoras. La neurotecnología es un conjunto de herramientas que sirven para analizar e influir sobre el sistema nervioso del ser humano, especialmente sobre el cerebro. Estas tecnologías incluyen simulaciones de modelos neurales, computadores biológicos, aparatos para interconectar el cerebro con sistemas electrónicos y aparatos para medir y analizar la actividad cerebral.[cita requerida]
Los implantes cerebrales son aparatos microtecnológicos o nanotecnológicos que se conectan directamente al cerebro biológico del sujeto, colocados habitualmente en la superficie del cerebro o en el córtex cerebral. Estos dispositivos dejaron de ser un sueño de ficción para convertirse en una realidad en el tratamiento de padecimientos como el mal de Parkinson o la epilepsia.[cita requerida]
Usualmente estos interfaces incluyen tres elementos:[cita requerida]
- Electrodo: un cable delgado que se inserta en el cráneo y se conecta al cerebro. Se coloca en el área del cerebro que realiza las funciones que están afectadas o que se quieren mejorar.
- Extensión: un cable que pasa por debajo de la piel de la cabeza, cuello y hombro.
- Neurotransmisor: aparato pequeño de tamaño, similar a un marcapasos, que se coloca mediante una operación quirúrgica cerca de la clavícula.

En un futuro, estos implantes podrían mejorar o aumentar capacidades como la vista, oído o el olfato. En pacientes con mal de Parkinson o epilepsia, la punta del electrodo se coloca en los ganglios basales. En estos casos, los impulsos eléctricos «apagan» las células que, por la enfermedad, se hallan en estado de hiperactividad.[cita requerida]
- La FMRI (imágenes por resonancia magnética funcional) es el uso de MRI para medir la respuesta de los flujos sanguíneos durante la actividad neuronal en el cerebro o en la médula espinal en seres humanos o en otros animales. Es uno de los más recientes avances en la formación de neuroimágenes.
- El EEG (electroencefalograma) es un medidor neurofisiológico de la actividad eléctrica del cerebro por medio de electrodos colocados en la superficie de la cabeza o, en casos especiales, sobre la superficie de la corteza cerebral. Las imágenes y datos resultantes son las ondas cerebrales o impulsos eléctricos cerebrales.
- La MEG (magnetoencefalografía) es una técnica usada para medir los campos magnéticos generados por la actividad eléctrica en el cerebro mediante sensores extremadamente sensibles tales como superconductores de interferencia cuántica (SQUID).
- La PET (tomografía por emisión de positrones) permite observar el flujo sanguíneo o el metabolismo en una parte del cerebro. Al sujeto se le inyecta glucosa radioactiva (véase fluorodesoxiglucosa) que seguidamente se detecta en las áreas más activas del cerebro.
- La MRS (resonancia magnética espectroscópica), basada en procesos de valoración de las funciones del cerebro vivo, toma las ventajas de la apreciación de los protones (átomos de hidrógeno) que residen como diferencia del entorno químico dependiendo bajo qué molécula esté hospedada (H2O vs. proteínas, por ejemplo).
- La imagen por ultrasonidos 2D (en inglés, 2D-Ultrasound Imaging) es un nuevo tipo de generación de imágenes en dos dimensiones por ultrasonido en tiempo real capaz de medir y visualizar el metabolismo por análisis y seguimiento de amplitud de cambios localizados.
- La tomografía óptica (en inglés, optical tomography) (espectroscopía del infrarrojo cercano o NIR) utiliza los principios del espectro de la luz infrarroja para analizar los cambios en el neurometabolismo durante la actividad cerebral.
- La tomografía cerebral por computación activa de microondas (EMIT)[1] es una nueva tecnología que permite medir las propiedades fisiológicas de los tejidos y órganos en tiempo real, con base en las diferenciación de las propiedades dieléctricas de los tejidos.[cita requerida]

Hay muchos tipos de aplicaciones de estas tecnologías que abarcan desde el ámbito médico hasta el más lúdico. Más en concreto, en la práctica pueden encontrarse en el ámbito de la rehabilitación o de la sustitución motora.